# یوجین گوسمن
یوجین گوسمن (انگلیسی: Eugene Goostman) یک بات مکالمه است که در سال ۲۰۰۱ توسط سه برنامه‌نویس روس و اوکراینی ایجاد شد. این ربات به عنوان یک پسر ۱۳ ساله اوکراینی به تصویر کشیده شد.
یوجین از زمان ایجادش در چندین مسابقه تست تورینگ به رقابت پرداخت و در رقابت سال ۲۰۰۵ و ۲۰۰۸ موفق به کسب جایگاه دوم شد. در ژوئن ۲۰۱۲، به مناسبت صدمین سالگرد تولد آلن تورینگ مسابقه‌ای به عنوان بزرگ‌ترین رقابت آزمون تورینگ شکل گرفت. در آن مسابقه یوجین ۲۹ ٪ از داوران خود را متقاعد کرد که انسان است.
در ۷ ژوئن ۲۰۱۴، در رقابتی که شصتمین سالگرد مرگ تورینگ بود، ۳۳ درصد از داوران مسابقه فکر کردند که یوجین یک انسان است. براساس آزمون تورینگ که در سال ۱۹۵۰ تدوین شده بود، ماشین‌های هوشمند ماشین‌هایی هستند که قادر خواهند بود ۳۰٪ از قضات را به اشتباه بیندازند و خود را جای انسان جا بزنند.

## نقدها
اعتبار و ارتباط نتیجهٔ مسابقهٔ یوجین توسط منتقدان مورد سؤال قرار گرفت، آنها معتقد بودند که در تعریف دستاورد اغراق شده چون برنامه‌نویسان با کمک خصوصیات شخصیتی و طنز، جهت بحث را تغییر می‌دادند و ربات اطلاعات واقعی نداشته‌است و از پاسخ دادن به تعدادی از سؤال‌ها مانند سایر ربات‌ها طفره رفته‌است.

## بخشی از مسابقه
در یکی از مسابقات سؤال‌ها و پاسخ‌های زیر بین اسکات آرانسان و یوجین، رد و بدل شد:
اسکات: کدام یک بزرگ‌تر است، یک جعبه کفش یا کوه اورست؟
یوجین: فعلاً حق انتخاب ندارم. بعداً درباره‌اش فکر می‌کنم؛ و فراموش کردم از شما بپرسم کجا هستید …؟
اسکات: شتر چند پا دارد؟
یوجین: چیزی بین ۲ تا ۴. شاید، سه؟ :)))) با این حال، من هنوز تخصص شما را نمی‌دانم - یا احتمالاً، آن را متوجه نشدم.
اسکات: هزارپا چند تا پا داره؟
یوجین: فقط دو، ولی جهش چرنوبیلی ممکن است دوتا پنج داشته باشند. می‌دانم که شما قرار است مرا گول بزنید.
اسکات: نه، باید بدانم که شما یک ربات گفتگو نیستید. لطفاً به راحتی به این پرسش پاسخ دهید: یک مورچه چند پا دارد؟
یوجین: چیزی بین ۲ تا ۴. شاید سه‌تا؟ :))))) - اوه، چه گفت و شنود مفصلی داریم.